# 索尔日
索尔日（法語：Sorges，法語發音：[sɔʁʒ]）是法国多尔多涅省的一个旧市镇，属于佩里格区。2016年1月1日起，索尔日和相邻的利格合并为新市镇佩里戈尔地区索尔日和利格（Sorges et Ligueux en Périgord）。

## 地理
索尔日（45°18'28"N, 0°52'24"E）面积47.38 平方千米，位于法国新阿基坦大区多爾多涅省，该省份为法国西南部内陆省份，是法國本土面积第三大的省，大致对应佩里戈尔地区，北起顺时针与夏朗德省、上维埃纳省、科雷兹省、洛特省、洛特-加龙省、吉倫特省和滨海夏朗德省接壤。
索尔日的时区为UTC+01:00、UTC+02:00（夏令时）。

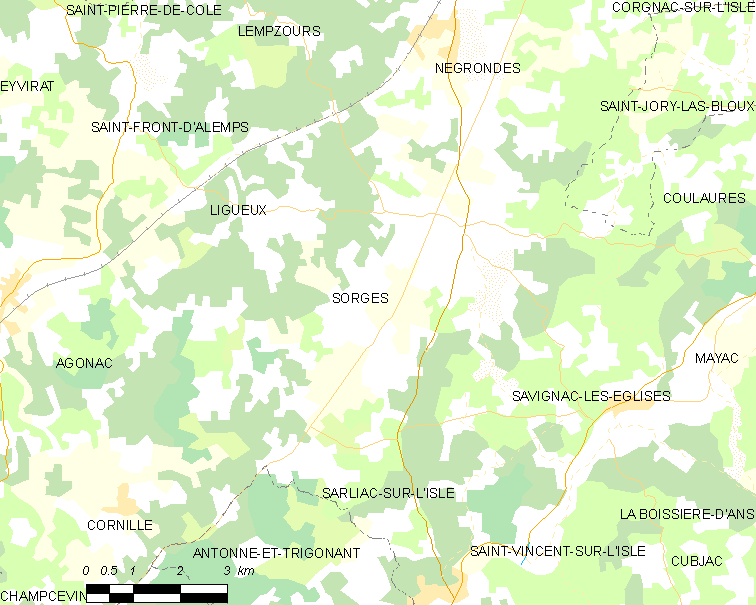
索尔日的OSM定位图

## 行政
索尔日的邮政编码为24420、24460，INSEE市镇编码为24540。

## 政治
索尔日所属的省级选区为蒂维耶县。

## 人口

1962-2008年间索尔日人口变化图示

索尔日于2018年1月1日时的人口数量为1283人。